# NGC 2322
NGC 2322 је спирална галаксија у сазвежђу Рис која се налази на NGC листи објеката дубоког неба.
Деклинација објекта је + 50° 30' 38" а ректасцензија 7h 6m 0,3s. Привидна величина (магнитуда) објекта NGC 2322 износи 13,7 а фотографска магнитуда 14,6. NGC 2322 је још познат и под ознакама UGC 3662, MCG 8-13-54, CGCG 234-50, PGC 20142.